# Diseño orientado a objetos
El diseño orientado a objetos (DOO) es una fase de la metodología orientada a objetos para el desarrollo de software.
Su uso induce a desarrolladores y programadores a pensar en términos de objetos y responsabilidades, en vez de procedimientos, cuando planifican el código.
Un objeto agrupa datos encapsulados y procedimientos para representar una entidad. La "interfaz del objeto", esto es, las responsabilidades del objeto, también se definen en esta etapa.
Un programa orientado a objetos se caracteriza por la interacción de esos objetos.
El diseño orientado a objetos es la disciplina que define los objetos y sus interacciones para resolver un problema de negocio que fue identificado y documentado durante el análisis orientado a objetos (AOO).